# West Farmington
West Farmington és una vila dels Estats Units a l'estat d'Ohio. Segons el cens del 2000 tenia 519 habitants.

## Demografia
Segons el cens del 2000, West Farmington tenia 519 habitants, 188 habitatges, i 137 famílies. La densitat de població era de 227,7 habitants per km².
Dels 188 habitatges en un 43,1% hi vivien nens de menys de 18 anys, en un 56,4% hi vivien parelles casades, en un 10,6% dones solteres, i en un 26,6% no eren unitats familiars. En el 24,5% dels habitatges hi vivien persones soles el 8% de les quals corresponia a persones de 65 anys o més que vivien soles. El nombre mitjà de persones vivint en cada habitatge era de 2,76 i el nombre mitjà de persones que vivien en cada família era de 3,24.
Per edats la població es repartia de la següent manera: un 32,8% tenia menys de 18 anys, un 7,7% entre 18 i 24, un 31% entre 25 i 44, un 19,8% de 45 a 60 i un 8,7% 65 anys o més.
L'edat mediana era de 32 anys. Per cada 100 dones de 18 o més anys hi havia 92,8 homes.
La renda mediana per habitatge era de 41.146 $ i la renda mediana per família de 45.417 $. Els homes tenien una renda mediana de 30.625 $ mentre que les dones 25.268 $. La renda per capita de la població era de 15.944 $. Aproximadament el 3,9% de les famílies i el 8,9% de la població estaven per davall del llindar de pobresa.

## Poblacions properes
El següent diagrama mostra les poblacions més properes.